# Connexion intertendineuse du muscle extenseur des doigts
Les connexions intertendineuses du muscle extenseur des doigts sont des bandelettes de tissu conjonctif reliant les tendons terminaux du muscle extenseur des doigts de la main, et parfois celui du muscle extenseur du petit doigt.

## Description
Les connexions intertendineuses sont situées sur la face dorsale de la main dans les premier, deuxième et troisième espaces inter-métacarpiens à proximité des articulations métacarpo-phalangiennes. Elles entre les deux tendons terminaux voisins.

### Structure
Les connexions intertendineuses sont des bandes étroites de tissus conjonctifs. Elles sont classées en trois types distincts suivant leur morphologie :
- Type 1 : Il s'agit d'un tendon de jonction mince et filamenteux de forme carré, rhomboïdale ou triangulaire[2],
- Type 2 : ce type est plus tendineux et plus épais que les jonctions de type 1,
- Type 3: elles font référence aux feuillets du muscle extenseur des doigts La jonction de type 3 est en outre divisée en sous-types 3r et 3y selon sa forme[3] : le sous-type 3r étant plus oblique que le 3y.

#### Histologie

##### Type 1
Le tissu du type 1 est constitué de fibres tissulaires serrées et de tissus conjonctifs lâches. Les fibres lâches environnantes sont riches en vaisseaux sanguins avec des voies pour les nerfs. Les fibres tendineuses sont rares et unidirectionnelles.
Ce type est principalement observé entre l'index et le majeur (deuxième espace inter-métacarpien),,.

##### Type 2
Le tissu des connexions de type 2 est également composé de fibres unidirectionnelles comme le type 1, mais avec des faisceaux plus épais.
Ce type est principalement observé entre le majeur et l'annulaire (troisième espace inter-métacarpien).

##### Type 3
La structure histologique des connexions de type 3 est plus dense et plus épaisse que les précédentes et les fibres tendineuses sont disposées en deux couches. Les fibres tendineuses du type 3 présentent une direction transversale avec des faisceaux unidirectionnels et obliques.
Ce type est principalement observé entre l'annulaire et l'auriculaire (quatrième espace inter-métacarpien).

### Variantes
Normalement, le tendon du muscle extenseur de l'index ne reçoit pas de connexion intertendineuse,, mais elle existe rarement et la mobilité de l'index en est compromise.
L'absence de connexion intertendineuse avec le tendon du muscle extenseur du petit doigt est associée avec un type 3r dans le quatrième espace inter-métacarpien.

## Anatomie fonctionnelle
La fonction des connexions intertendineuses est la coordination et la répartition des forces tendineuses, ainsi que le maintien de l'espace entre les tendons lors de l'extension de différents doigts. Elles stabilisent également les articulations métacarpo-phalangiennes,,, mais elles peuvent rendre plus difficile l'extension indépendante de chaque doigt,.

## Galerie

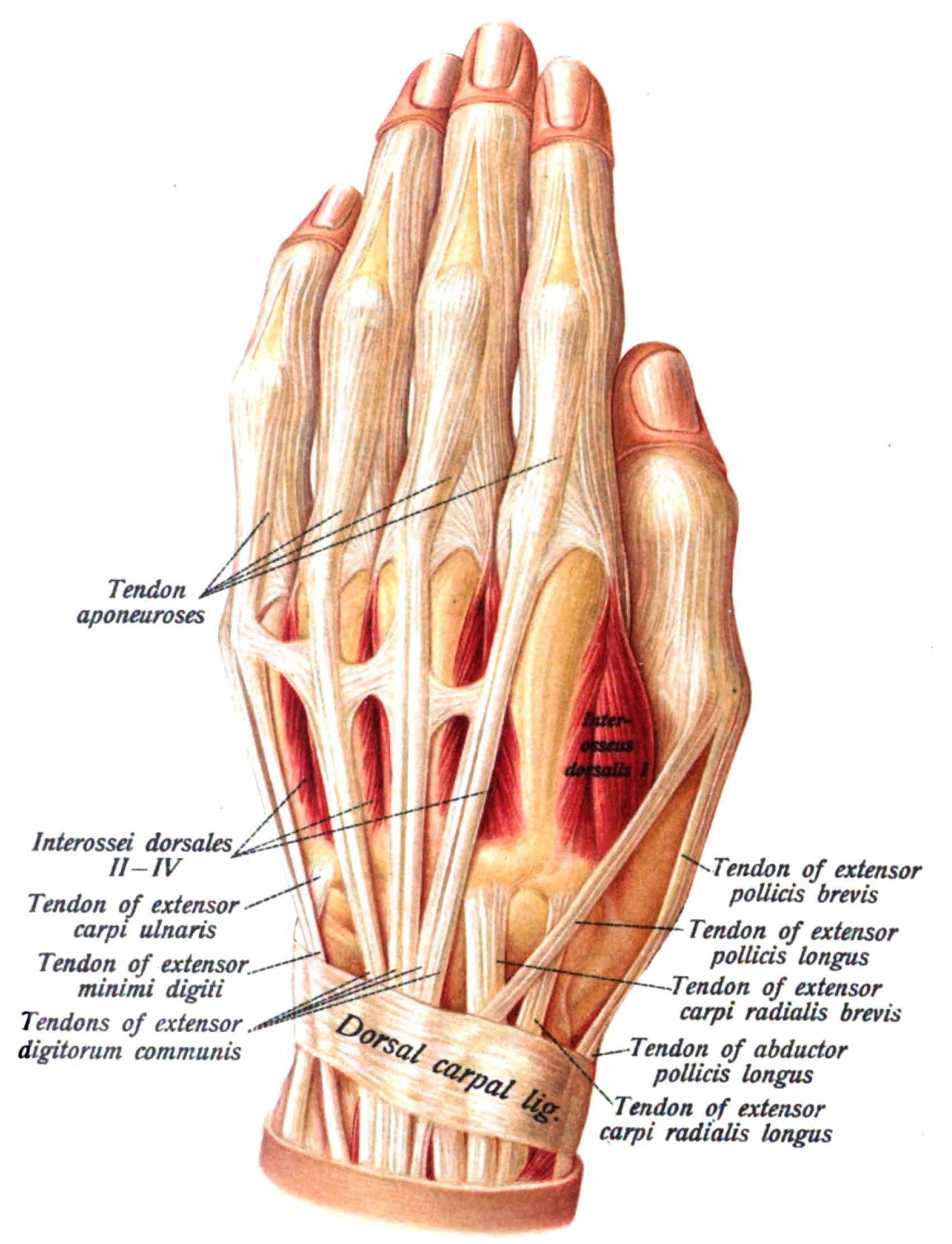